# Franjekaalkopje
Het franjekaalkopje (Deconica crobula) is een schimmel behorend tot de familie Strophariaceae. Hij leeft saprotroof op dode takken in loofbossen.

## Kenmerken

### Uiterlijke kenmerken
Hoed
De hoed heeft een diameter van 0,8–2 cm. De vorm is aanvankelijk halfrond, daarna plat gebogen. Het oppervlak is glad, met witte resten van het velum, die ook aan de rand hangen. Het is hygrofaan; als het droog is, is de kleur omberbruin, tabaksbruin of roodbruin, als het nat is, oker, plakkerig en glad.
Lamellen
De lamellen zijn adnate aangehecht en tot 4 mm breed. De kleur is aanvankelijk crème, daarna roestbruin.
Steel
De steel heeft een lengte van 2–4 cm en een dikte van dikte 1,5–3 mm. De steel is cilindrisch. Het oppervlak is roestbruin, bedekt met witte schubben met een verdwijnende ring.
Vlees
Het vlees is dun, okerbruin, zonder duidelijke geur of smaak.

### Microscopische kenmerken
De sporen zijn enigszins ellipsvormig, dunwandig, bruinen meten 6–8 × 3,5–5 µm. Pleurocystidia zijn afwezig. De cheilocystidia zijn flesvormig en meten 25–45 µm.

## Vergelijkbare soorten
Hij lijkt op het franjebreeksteeltje (Conocybe appendiculata), maar deze paddenstoel heeft geen velumresten op de hoed en de steel is witachtig oker.

## Ecologie
Het komt voor in loofbossen op omgevallen, dode bomen, rottende grasstengels en varenbladeren, en op houtresten. Hij geeft de voorkeur aan vochtige en schaduwrijke plaatsen. Vruchtlichamen komen meestal voor van juni tot oktober

## Verspreiding
Het is bekend dat het voorkomt in Noord-Amerika en Europa.
In Nederland komt het franjekaalkopje vrij algemeen voor. Het staat niet op de rode lijst en is niet bedreigd .